# Aliens versus Predator (Computerspiel)
Aliens versus Predator ist ein Science-Fiction-Ego-Shooter vom Spieleentwickler Rebellion. Es erschien im Jahr 1999 für den PC und Mac. Später wurde der Quelltext freigegeben, was eine Portierung auf Linux ermöglichte.
Mit Aliens versus Predator Classic 2000 wurde das Spiel über digitale Distributoren wiederveröffentlicht. Zur Bewerbung von GOG Galaxy war die digitale Gold-Edition zeitweise kostenfrei erhältlich.
Mit Aliens versus Predator 2 erschien 2001 ein Nachfolger. Ein Reboot namens Aliens vs. Predator erschien 2010 und wurde ebenfalls von Rebellion entwickelt.

## Spielprinzip
Das Spiel ist in 3 Kampagnen aufgeteilt. Als Marine durchkämmt man die Level mit Feuerwaffen und Leuchtfackeln. Aliens können an Wänden laufen, sehen im Dunkeln und greifen ihre Gegner mit dem spitzen Schwanz oder dem Gebiss an. Durch Verzehr ihrer Gegner erhalten sie Hitpoints zurück. Predators können sehr weit springen, besitzen hohe Weitsicht samt Fernkampfwaffen und haben verschiedene Sichtmodi, um Aliens, Menschen oder Predatoren-Technologie hervorzuheben.

## Handlung
Die Handlung der drei Spielercharaktere verläuft unabhängig voneinander. Als Alien muss der Hive von menschlichen Marines verteidigt werden. Während eines Evakuierungsfluges gelangt der Spieler auf die Feraco. Nachdem dort die Selbststörung aktiviert wird, muss das Alien eine Rettungskapsel erreichen und kann die Gateway-Station, bekannt aus dem Film Aliens – Die Rückkehr, erreichen. Nach einem Kampf mit zwei Predatoren besteigt der Spieler ein Schiff Richtung Erde.
Als Colonial Marine beginnt der Spieler in einer Forschungsstation auf dem Planeten LV-426, auf dem in einem abgestürzten Raumschiff im Zuge der Handlung des Films Alien – Das unheimliche Wesen aus einer fremden Welt die Eier der Aliens zuerst entdeckt wurden. Aliens attackieren die Station und der Spieler muss die Kühlsysteme des Atmosphärenwandlers abschalten, um das Nest zu zerstören. Der Spieler entkommt mit einem Landungsschiff und fliegt zur Odobenus-Station, wo es zu heftigen Gefechten mit den außerirdischen Wesen kommt. Später gelangt man auf das Raumschiff Tyrargo, auf dem Alien/Predatoren-Hybride bekämpft werden müssen. Zum Schluss muss die Alien-Königin besiegt werden, indem eine Luftschleuse geöffnet wird.
Als Predator besucht man drei verschiedene Planeten. Zunächst jagt man Marines, um ein Predatorschiff aus einer menschlichen Militärbasis zu bergen. Dabei werden versehentlich Aliens freigelassen, und der Predator erfährt von den Hybriden. Es kommt zum Kampf und die Selbstzerstörung der Basis wird initiiert. Entkommen mit dem Schiff, besucht der Spieler Fiorina „Fury“ 161, den Gefängnisplaneten aus Alien 3, wo Aliens und Marines bekämpft werden. Schlussendlich bekämpft der Spieler ein kybernetisch verbesserte Aliens und eine Königin auf einem von menschlichem Militär kontrollierten Alien-Habitat.

## Rezeption
Die düstere Atmosphäre sei optisch und akustisch hervorragend aufbereitet. Das Spiel sei stark nervenaufreibend und besäße einen mitunter sehr hohen Schwierigkeitsgrad. Eine Speicherfunktion fehle. Eine Version mit Speicherfunktion wurde später in den Handel und per Patch nachgereicht, nachdem zahlreiche Kritiker dessen Fehlen monierten. Wie oft gespeichert werden darf, hängt vom Schwierigkeitsgrad ab. Auf der zweiten CD wird die Musikuntermalung abgespielt. Das Spiel habe leichte Schwächen im Missionsdesign, Mängel bei der Spielbalance und eine suboptimale Optik.

## Open Source
Der Quelltext der Gold-Edition wurde 2001 mit Copyright und Haftungsausschluss unter einer Lizenz, die kommerzielle Weiternutzung untersagt, von Rebellion veröffentlicht. Es wurde daraufhin eine inoffizielle Portierung für Linux durchgeführt.
Des Weiteren wird der Quelltext der Windows-Version von der Gemeinschaft bis heute weiter gepflegt (Community-Patches). Neu hinzugekommen sind neben zahlreichen Fehlerkorrekturen eine Unterstützung von DirectX 9 und die freien Medienformate Ogg Vorbis/Ogg Theora. Das Spiel ist somit auch unter Windows Vista und Windows 7 lauffähig.